# Isozoanthus dubius
Isozoanthus dubius är en korallart som beskrevs av Oscar Henrik Carlgren 1913. Isozoanthus dubius ingår i släktet Isozoanthus och familjen Parazoanthidae. Inga underarter finns listade i Catalogue of Life.